# Befehlshaber der U-Boote
Il Befehlshaber der U-Boote (BdU) costituì il titolo di comandante supremo della flotta sommergibili della Marina da guerra tedesca durante la seconda guerra mondiale.

## Detentori del titolo
Il titolo appartenne a Karl Dönitz che, dal gennaio 1936, con il grado di contrammiraglio, deteneva il titolo di "comandante supremo dei sommergibili", Führer der U-Boote (FdU); esso fu mutato, il 19 settembre 1939, in "comandante in capo dei sommergibili", Befehlshaber der U-Boote (BdU) e la sede del comando fu istituita a Kiel e, nel 1940, dopo l'occupazione della Francia, fu spostata a Lorient.
Dönitz mantenne il comando del BdU fino al 30 gennaio 1943 quando, promosso Grandammiraglio, sostituì Erich Raeder come comandante supremo della Kriegsmarine, a seguito delle dimissioni di quest'ultimo, e il suo posto fu preso dal suo capo di Stato Maggiore, il contrammiraglio Eberhard Godt. Successivamente il titolo fu assunto dall'ammiraglio Hans-Georg von Friedeburg, che lo mantenne fino alla fine della guerra, quando, dopo la sconfitta della Germania, il titolo fu soppresso.